# Miloš Bandić
Miloš Bandić (né le 6 juin 1930 à Priština et mort le 15 décembre 1995 à Zemun) était un écrivain et un critique littéraire croate et yougoslave. Il parlait anglais, tchèque, russe et slovaque.

## Biographie
Miloš Bandić est né à Priština, dans le royaume de Yougoslavie ; son père Ivan était employé et membre de l'Assemblée nationale et sa mère Ljubica était enseignante. Il effectua ses études secondaires au lycée de la ville et y obtint son baccalauréat en 1949. Il suivit ensuite les cours de la faculté de philosophie de l'université de Belgrade, où il étudia l'anglais ainsi que la littérature et l'histoire de la Yougoslavie. Il obtint une maîtrise en 1958 et un doctorat en 1963.
Miloš Bandić travailla pour le journal belgradois Zadruga et écrivit pour les journaux Naš vesnik et Mladost, il devint le rédacteur en chef de la section culturelle. Il fut également rédacteur en chef des Književne novine (les « Nouvelles littéraires ») et fut également rédacteur pour l'Encyclopédie militaire (Vojna enciklopedija).
De 1965 à 1990, il fut assistant puis professeur à la faculté de philologie de l'université de Belgrade et, en 1965 et 1966, il fut secrétaire du PEN club et rédacteur en chef de la revue Literary Quarterly.
Il commença sa carrière littéraire en 1949.
Une plaque commémorative a été apposée sur sa maison natale et une rue de Zemun porte son nom.